# Kurt Lohse
Kurt Lohse (* 1892 in Hohenstein-Ernstthal, Königreich Sachsen; † 29. Januar 1958 in Hamburg-Altona) war ein deutscher Maler der Neuen Sachlichkeit und Opernsänger. Er war ein früher Freund von Otto Dix und zeitweilig Ehemann der Malerin Elfriede Lohse-Wächtler. 

## Leben
Lohse studierte nach der Schule an der Dresdner Kunstgewerbeschule und nahm Gesangsunterricht. 1913 unternahm er mit seinem Kommilitonen und engen Freund Otto Dix eine Studienfahrt nach Italien. 1914 malte ihn Dix, die Werke sind als Der Maler Kurt Lohse. I. Fassung und Der Maler Kurt Lohse. II. Fassung bekannt. Lohse teilte mit Dix und anderen Mitstudenten wie Otto Baumgärtel und Otto Griebel die Begeisterung für den Nietzsche-Helden Zarathustra und die mystische Reinheitslehre Mazdaznan. Dix und Lohse wurden 1914 einberufen. 
Nach der Teilnahme am Ersten Weltkrieg führte Lohse das Studium an der Dresdner Kunstakademie fort. Er war mit der Dresdner Dada-Gruppe verbunden, der seine Freunde Dix und Griepel angehörten. 1921 heiratete er die Malerin Elfriede Lohse-Wächtler, die er 1919 durch Dix kennengelernt hatte. Sie folgte Lohse im September 1922 erst nach Görlitz, 1925 dann nach Hamburg zu seinem Engagement als Sänger am Hamburger Stadttheater. Ihre Ehe gestaltete sich jedoch als schwierig und das Paar sollte sich in den folgenden Jahren mehrmals trennen. Lohse begann zudem ein Verhältnis mit Elsa Haun, der Tochter des dortigen Konzertmeisters.
1929 erlitt seine Frau infolge ihrer materiellen und ehelichen Sorgen einen Nervenzusammenbruch und wurde kurzzeitig in die Staatskrankenanstalt Friedrichsberg eingewiesen. Das Ehepaar blieb getrennt. 1932 wurde seine Frau in die Landes-Heil- und Pflegeanstalt Arnsdorf eingewiesen. Nach der von Lohse beantragten Scheidung von Elfriede Lohse-Wächtler im Mai 1935 folgte ihre Entmündigung wegen „unheilbarer Geisteskrankheit“. Sie wurde 1940 im Rahmen der nationalsozialistischen Massenmord-Aktion-T4 ermordet.
Nach der Scheidung heiratete Lohse seine Geliebte Elsa Haun, mit der er bereits seit 1926 zusammengelebt hatte. Er hatte mit ihr zusammen seit 1927 insgesamt 5 Kinder. 1937 wurden in der Nazi-Aktion „Entartete Kunst“ aus dem Stadtmuseum Altona und dem Museum für Kunst und Gewerbe Hamburg Werke sowohl Kurt Lohses als insbesondere auch Elfriede Lohse-Wächtlers beschlagnahmt und teilweise zerstört. Über den Verbleib eines wesentlichen Teils von Lohses Werks ist nichts bekannt. Zahlreiche Arbeiten, die in seinem Besitz waren, wurden in seinem Hamburger Atelier bei einem Bombenangriff zerstört. Erhalten ist u. a. ein Portrait von 1929, Der Journalist und frühere 'Ober-Dada' Johannes A. Baader.
Lohse starb 1958 in Hamburg-Altona.